# Dendrobium okabeanum
Dendrobium okabeanum är en orkidéart som beskrevs av Takasi Tuyama. Dendrobium okabeanum ingår i släktet Dendrobium, och familjen orkidéer. Inga underarter finns listade i Catalogue of Life.